# Tesseney (district)
Cet article concerne un district de l'Érythrée. Pour la ville du même nom, voir Tesseney.
Tesseney est un district de la région Gash-Barka de l'Érythrée. La principale ville et capitale de ce district est Tesseney. 